# Ӊ
La Ӊ, minuscolo ӊ è una lettera dell'alfabeto cirillico. Viene usata solo nella versione cirillica modificata per la lingua sami di Kildin dove rappresenta la consonante /n̥/.